# Lista de prêmios e indicações recebidos por Grey's Anatomy
Grey's Anatomy (Brasil: A Anatomia de Grey / Portugal: Anatomia de Grey) é uma série de televisão estadunidense de drama médico exibida no horário nobre da rede ABC. Seu episódio piloto foi transmitido pela primeira vez em 27 de março de 2005 nos Estados Unidos. A série é protagonizada por Ellen Pompeo, que interpreta Meredith Grey, inicialmente interna do fictício hospital cirúrgico Seattle Grace (mais tarde Hospital Memorial Grey-Sloan), em Seattle, Washington, um dos programas de residência em cirurgia médica mais rígidos do país. A série é focada nela e seus colegas, também internos: Cristina Yang, Isobel Stevens, George O'Malley e Alex Karev, mostrando suas vidas amorosas e as dificuldades pelas quais passam no trabalho. Grey's Anatomy já se estabeleceu como uma das maiores séries americanas dos últimos anos. Com um elenco que se renova a cada ano, enquanto alguns veteranos se despedem de tempos em tempos e novos rostos se juntam à equipe médica.
A seguir segue-se uma lista de prêmios e indicações recebidos pelo programa ao longo dos anos.
Até 19 de março de 2025, Grey's Anatomy foi indicado a 212 prêmios, dos quais venceu 52.

## ALMA Awards
0 vitórias de 5 indicações
| Ano  | Indicado     | Papel         | Categoria                                                      | Resultado | Ref.  |
| ---- | ------------ | ------------- | -------------------------------------------------------------- | --------- | ----- |
| 2007 | Sara Ramirez | Callie Torres | Melhor Atriz - Série de televisão, Minissérie ou Filme para TV | Indicado  | [ 3 ] |
| 2008 | Sara Ramirez | Callie Torres | Melhor Atriz – Série Dramática                                 | Indicado  | [ 4 ] |
| 2009 | Sara Ramirez | Callie Torres | Melhor Atriz – Série Dramática                                 | Indicado  | [ 5 ] |
| 2011 | Sara Ramirez | Callie Torres | Atriz de TV favorita - Papel principal em um drama             | Indicado  | [ 6 ] |
| 2012 | Sara Ramirez | Callie Torres | Atriz de TV favorita - Papel de apoio                          | Indicado  | [ 7 ] |

## Artios Awards
1 vitória de 2 indicações
| Ano  | Indicado   | Papel              | Categoria                                 | Resultado | Ref.  |
| ---- | ---------- | ------------------ | ----------------------------------------- | --------- | ----- |
| 2005 | Linda Lowy | A Hard Day's Night | Melhor Elenco de episódio piloto de drama | Indicado  | [ 8 ] |
| 2006 | Linda Lowy | Grey's Anatomy     | Melhor Elenco de episódio dramático       | Venceu    | [ 9 ] |

## BMI Film & TV Awards
1 vitória de 1 indicação
| Ano  | Indicado                     | Papel                        | Categoria           | Resultado | Ref.          |
| ---- | ---------------------------- | ---------------------------- | ------------------- | --------- | ------------- |
| 2005 | Carim Clasmann, Galia Durant | Carim Clasmann, Galia Durant | BMI TV Music Awards | Venceu    | [ 10 ] [ 11 ] |

## Critics' Choice Television Award
0 vitórias de 1 indicação
| Ano  | Indicado       | Papel        | Categoria                                   | Resultado | Ref.   |
| ---- | -------------- | ------------ | ------------------------------------------- | --------- | ------ |
| 2012 | Loretta Devine | Adele Webber | Melhor Artista Convidado em Série Dramática | Indicado  | [ 12 ] |

## Directors Guild of America Awards
0 vitórias de 4 indicações
| Ano  | Indicado       | Papel   | Categoria                                                          | Resultado | Ref.   |
| ---- | -------------- | ------- | ------------------------------------------------------------------ | --------- | ------ |
| 2005 | Peter Horton   | Diretor | Melhor Direção – Série Dramática (por "A Hard Day's Night")        | Indicado  | [ 13 ] |
| 2005 | Jeffrey Melman | Diretor | Melhor Direção – Série Dramática (por "Into You Like a Train")     | Indicado  | [ 13 ] |
| 2006 | Seth Mann      | Diretor | Melhor Direção – Série Dramática (por "The Name of the Game")      | Indicado  | [ 14 ] |
| 2006 | Peter Horton   | Diretor | Melhor Direção – Série Dramática (por "It's the End of the World") | Indicado  | [ 14 ] |

## Eddie Awards
0 vitórias de 1 indicação
| Ano  | Indicado       | Papel                     | Categoria                                                 | Resultado | Ref. |
| ---- | -------------- | ------------------------- | --------------------------------------------------------- | --------- | ---- |
| 2007 | Edward Ornelas | It's the End of the World | Melhor Série de Uma Hora Editada para Televisão Comercial | Indicado  |      |

## Primetime Emmy Awards
4 vitórias de 38 indicações
| Ano  | Indicado | Papel                                                                            | Categoria | Resultado | Ref.   |
| ---- | --- | -------------------------------------------------------------------------------- | --- | --------- | ------ |
| 2005 | Peter Horton | Diretor                                                                          | Melhor direção de série dramática (por "A Hard Day's Night")                                                   | Indicado  | [ 15 ] |
| 2005 | Linda Lowy & John Brace | Diretor de elenco                                                                | Melhor elenco de série dramática                                                                               | Indicado  | [ 15 ] |
| 2005 | Sandra Oh | Cristina Yang                                                                    | Melhor Atriz Coadjuvante em Série Dramática (por "No Man's Land" + "Save Me")                                  | Indicado  | [ 15 ] |
| 2006 | Norman T. Leavitt, Brigitte Bugayong, Thomas R. Burman, Bari Dreiband-Burman | Chefe do departamento de maquiagem / maquiador, maquiador principal, maquiadores | Melhor maquiagem para uma série (não protética) (for "Owner of a Lonely Heart")                                | Indicado  | [ 16 ] |
| 2006 | Norman T. Leavitt, Brigitte Bugayong, Thomas R. Burman, Bari Dreiband-Burman | Chefe do departamento de maquiagem / maquiador, maquiador principal, maquiadores | Melhor maquiagem protética para uma série, minissérie, filme ou especial (por "Yesterday")                     | Indicado  | [ 16 ] |
| 2006 | Shonda Rhimes, James D. Parriott, Betsy Beers, Mark Gordon, Peter Horton, Krista Vernoff, Mark Wilding, Gabrielle G. Stanton, Harry Werksman, Mimi Schmir, Kip Koenig, Joan Rater, Tony Phelan, Rob Corn | Produtores executivos, co-executivos, supervisores, produtores                   | Melhor série dramática                                                                                         | Indicado  | [ 16 ] |
| 2006 | Shonda Rhimes | Escritora                                                                        | Melhor escritora de série dramática (por "It's the End of the World" + "As We Know It")                        | Indicado  | [ 16 ] |
| 2006 | Krista Vernoff | Escritora                                                                        | Melhor escritora de série dramática (por "Into You Like a Train")                                              | Indicado  | [ 16 ] |
| 2006 | Linda Lowy & John Brace | Diretor de elenco                                                                | Melhor elenco de série dramática                                                                               | Venceu    | [ 16 ] |
| 2006 | Kyle Chandler | Dylan Young                                                                      | Melhor ator convidado em série dramática (por "It's the End of the World" + "As We Know It")                   | Indicado  | [ 16 ] |
| 2006 | Kate Burton | Ellis Grey                                                                       | Melhor atriz convidada em série dramática (por "Make Me Lose Control")                                         | Indicado  | [ 16 ] |
| 2006 | Christina Ricci | Hannah Davies                                                                    | Melhor atriz convidada em série dramática (por "It's the End of the World" + "As We Know It")                  | Indicado  | [ 16 ] |
| 2006 | Sandra Oh | Cristina Yang                                                                    | Melhor Atriz Coadjuvante em Série Dramática (por "Deny, Deny, Deny" + "Grandma Got Run Over By a Reindeer")    | Indicado  | [ 16 ] |
| 2006 | Chandra Wilson | Miranda Bailey                                                                   | Melhor Atriz Coadjuvante em Série Dramática (por "Deny, Deny, Deny" + "As We Know It")                         | Indicado  | [ 16 ] |
| 2007 | Norman T. Leavitt, Brigitte Bugayong, Thomas R. Burman, Bari Dreiband-Burman | Chefe de departamento Maquiador, Maquiador, Maquiagem protética                  | Melhor maquiagem protética para uma série, minissérie, filme ou especial (por "My Favorite Mistake")           | Indicado  | [ 17 ] |
| 2007 | Shonda Rhimes, Betsy Beers, Mark Gordon, Peter Horton, Krista Vernoff, Mark Wilding, Allan Heinberg, Joan Rater, Tony Phelan, Rob Corn, Debora Cahn, Kip Koenig, Linda Klein                             | Equipe de Produção                                                               | Melhor série dramática                                                                                         | Indicado  | [ 17 ] |
| 2007 | Sam Nicholson, Valeri Pfahning, Scott Ramsey, Anthony Ocampo, Michael Cook, Diego Galtieri, Eric Grenaudier, Adalberto Al Lopez, Jason Gustafson                                                         | Equipe de Efeitos Visuais                                                        | Melhores efeitos visuais especiais para uma série (por "Walk on Water")                                        | Indicado  | [ 17 ] |
| 2007 | Linda Lowy & John Brace | Diretores de elenco                                                              | Melhor Elenco em série dramática                                                                               | Indicado  | [ 17 ] |
| 2007 | Kate Burton | Ellis Grey                                                                       | Melhor atriz convidada em série dramática (por "Wishin' and Hopin'")                                           | Indicado  | [ 17 ] |
| 2007 | Elizabeth Reaser | Rebecca Pope                                                                     | Melhor atriz convidada em série dramática (for "My Favorite Mistake")                                          | Indicado  | [ 17 ] |
| 2007 | T.R. Knight | George O'Malley                                                                  | Melhor Ator Coadjuvante em Série Dramática (por "Six Days (Part 1 & 2)"                                        | Indicado  | [ 17 ] |
| 2007 | Katherine Heigl | Izzie Stevens                                                                    | Melhor Atriz Coadjuvante em Série Dramática                                                                    | Venceu    | [ 17 ] |
| 2007 | Sandra Oh | Cristina Yang                                                                    | Melhor Atriz Coadjuvante em Série Dramática (por "From a Whisper to a Scream")                                 | Indicado  | [ 17 ] |
| 2007 | Chandra Wilson | Miranda Bailey                                                                   | Melhor Atriz Coadjuvante em Série Dramática (por "Oh, the Guilt")                                              | Indicado  | [ 17 ] |
| 2008 | Norman T. Leavitt, Brigitte Bugayong, Shauna Giesbrecht, Michele Teleis-Fickle | Maquiadores                                                                      | Melhor maquiagem para uma série de câmera única (não protética) (por "Crash into Me: Part 1 & 2")              | Indicado  | [ 18 ] |
| 2008 | Norman T. Leavitt, Brigitte Bugayong, Thomas R. Burman, Bari Dreiband-Burman | Maquiadores                                                                      | Melhor maquiagem protética para uma série, minissérie, filme ou especial (por "Forever Young")                 | Indicado  | [ 18 ] |
| 2008 | Diahann Carroll | Jane Burke                                                                       | Melhor atriz convidada em série dramática (por "Love/Addiction")                                               | Indicado  | [ 18 ] |
| 2008 | Sandra Oh | Cristina Yang                                                                    | Melhor Atriz Coadjuvante em Série Dramática (por "The Becoming")                                               | Indicado  | [ 18 ] |
| 2008 | Chandra Wilson | Miranda Bailey                                                                   | Melhor Atriz Coadjuvante em Série Dramática (por "Lay Your Hands on Me")                                       | Indicado  | [ 18 ] |
| 2009 | Sandra Oh | Cristina Yang                                                                    | Melhor Atriz Coadjuvante em Série Dramática (por "Elevator Love Letter")                                       | Indicado  | [ 19 ] |
| 2009 | Chandra Wilson | Miranda Bailey                                                                   | Melhor Atriz Coadjuvante em Série Dramática (por "Stairway To heaven")                                         | Indicado  | [ 19 ] |
| 2009 | Norman T. Leavitt, Brigitte Bugayong, Michele Teleis | Makeup artists                                                                   | Melhor maquiagem para uma série de câmera única (não protética) (por "Dream a Little Dream of Me: Part 1 & 2") | Indicado  | [ 19 ] |
| 2009 | Norman T. Leavitt, Vincent Van Dyke, Thomas R. Burman, Bari Dreiband-Burman | Maquiadores                                                                      | Melhor maquiagem protética para uma série, minissérie, filme ou especial (por "Stand By Me")                   | Indicado  | [ 19 ] |
| 2009 | Sharon Lawrence | Robbie Stevens                                                                   | Melhor atriz convidada em série dramática (por "No Good at Saying Sorry (One More Chance)")                    | Indicado  | [ 19 ] |
| 2010 | Norman Leavitt, Brigitte Bugayong, Michele Teleis | Chefe de departamento Maquiador, Maquiador, Maquiagem protética                  | Melhor maquiagem para uma série de câmera única (não protética) (por "Suicide Is Painless")                    | Venceu    | [ 20 ] |
| 2010 | Norman Leavitt, Bari Dreiband-Burman, Thom Floutz, Bart Mixon, Vincent Van Dyke, Thomas R. Burman | Chefe de departamento Maquiador, Maquiador, Maquiagem protética                  | Melhor maquiagem protética para uma série, minissérie, filme ou especial (por "How Insensitive")               | Indicado  | [ 20 ] |
| 2011 | Loretta Devine | Adele Webber                                                                     | Melhor atriz convidada em série dramática                                                                      | Venceu    | [ 21 ] |
| 2012 | Loretta Devine | Adele Webber                                                                     | Melhor atriz convidada em série dramática (por "If Only You Were Lonely")                                      | Indicado  | [ 22 ] |

## GLAAD Media Awards
1 vitória de 4 indicações
| Ano  | Indicado       | Papel          | Categoria                                             | Resultado | Ref.   |
| ---- | -------------- | -------------- | ----------------------------------------------------- | --------- | ------ |
| 2007 | Grey's Anatomy | Grey's Anatomy | Melhor Episódio Individual (por "Where the Boys Are") | Venceu    | [ 23 ] |
| 2010 | Grey's Anatomy | Grey's Anatomy | Melhor série dramática                                | Indicado  | [ 24 ] |
| 2016 | Grey's Anatomy | Grey's Anatomy | Melhor série dramática                                | Indicado  | [ 25 ] |
| 2019 | Grey's Anatomy | Grey's Anatomy | Melhor série dramática                                | Indicado  | [ 26 ] |

## Golden Globe Awards
2 vitórias de 10 indicações
| Ano  | Indicado        | Papel          | Categoria                             | Resultado | Ref.   |
| ---- | --------------- | -------------- | ------------------------------------- | --------- | ------ |
| 2006 | Grey's Anatomy  | Grey's Anatomy | Melhor série dramática                | Indicado  | [ 27 ] |
| 2006 | Patrick Dempsey | Derek Shepherd | Melhor ator em série dramática        | Indicado  | [ 27 ] |
| 2006 | Sandra Oh       | Cristina Yang  | Melhor atriz coadjuvante em televisão | Venceu    | [ 27 ] |
| 2007 | Grey's Anatomy  | Grey's Anatomy | Melhor série dramática                | Venceu    | [ 28 ] |
| 2007 | Patrick Dempsey | Derek Shepherd | Melhor ator em série dramática        | Indicado  | [ 28 ] |
| 2007 | Ellen Pompeo    | Meredith Grey  | Melhor atriz em série dramática       | Indicado  | [ 28 ] |
| 2007 | Katherine Heigl | Izzie Stevens  | Melhor atriz coadjuvante em televisão | Indicado  | [ 28 ] |
| 2008 | Katherine Heigl | Izzie Stevens  | Melhor atriz coadjuvante em televisão | Indicado  | [ 29 ] |
| 2008 | Grey's Anatomy  | Grey's Anatomy | Melhor série dramática                | Indicado  | [ 29 ] |

## Grammy Awards
0 vitórias de 1 indicação
| Ano  | Indicado       | Papel          | Categoria                                       | Resultado | Ref. |
| ---- | -------------- | -------------- | ----------------------------------------------- | --------- | ---- |
| 2007 | Grey's Anatomy | Grey's Anatomy | Melhor Álbum de Trilha Sonora (pelo "Volume 2") | Indicado  |      |

## Humanitas Prize
1 vitória de 2 indicações
| Ano  | Indicado     | Papel     | Categoria                                        | Resultado | Ref.          |
| ---- | ------------ | --------- | ------------------------------------------------ | --------- | ------------- |
| 2010 | Peter Nowalk | Escritor  | Categoria 60 minutos (por "Give Peace a Chance") | Indicado  | [ 30 ]        |
| 2012 | Stacy McKee  | Escritora | Categoria 60 minutos (por "White Wedding")       | Venceu    | [ 31 ] [ 32 ] |

## NAACP Image Awards
16 vitórias de 46 indicações
| Ano  | Indicado           | Papel           | Categoria                                                                         | Resultado | Ref.          |
| ---- | ------------------ | --------------- | --------------------------------------------------------------------------------- | --------- | ------------- |
| 2006 | Grey's Anatomy     | Grey's Anatomy  | Melhor série dramática                                                            | Venceu    | [ 33 ] [ 34 ] |
| 2006 | Isaiah Washington  | Preston Burke   | Melhor ator em série dramática                                                    | Venceu    | [ 33 ] [ 34 ] |
| 2006 | James Pickens, Jr. | Richard Webber  | Melhor Ator Coadjuvante em Série Dramática                                        | Indicado  | [ 33 ] [ 34 ] |
| 2006 | Chandra Wilson     | Miranda Bailey  | Melhor Atriz Coadjuvante em Série Dramática                                       | Indicado  | [ 33 ] [ 34 ] |
| 2007 | Grey's Anatomy     | Grey's Anatomy  | Melhor série dramática                                                            | Venceu    | [ 35 ]        |
| 2007 | Isaiah Washington  | Preston Burke   | Melhor Ator – Série Dramática                                                     | Venceu    | [ 35 ]        |
| 2007 | James Pickens, Jr. | Richard Webber  | Melhor Ator Coadjuvante – Série Dramática                                         | Indicado  | [ 35 ]        |
| 2007 | Chandra Wilson     | Miranda Bailey  | Melhor Atriz Coadjuvante – Série Dramática                                        | Venceu    | [ 35 ]        |
| 2007 | Shonda Rhimes      | Escritora       | Melhor roteiro em Série Dramática (por It's the End of the World e As We Know It) | Venceu    | [ 35 ]        |
| 2008 | Grey's Anatomy     | Grey's Anatomy  | Melhor Série Dramática                                                            | Venceu    | [ 36 ] [ 37 ] |
| 2008 | James Pickens, Jr. | Richard Webber  | Melhor Ator Coadjuvante – Série Dramática                                         | Indicado  | [ 36 ] [ 37 ] |
| 2008 | Chandra Wilson     | Miranda Bailey  | Melhor Atriz Coadjuvante – Série Dramática                                        | Venceu    | [ 36 ] [ 37 ] |
| 2009 | Grey's Anatomy     | Grey's Anatomy  | Melhor série dramática                                                            | Venceu    | [ 38 ]        |
| 2009 | Chandra Wilson     | Miranda Bailey  | Melhor Atriz – Série Dramática                                                    | Venceu    | [ 38 ]        |
| 2009 | James Pickens, Jr. | Richard Webber  | Melhor Ator Coadjuvante – Série Dramática                                         | Indicado  | [ 38 ]        |
| 2009 | Shonda Rhimes      | Escritora       | Melhor roteiro em Série Dramática (por Freedom Part 1 & 2)                        | Venceu    | [ 38 ]        |
| 2010 | Grey's Anatomy     | Grey's Anatomy  | Melhor série dramática                                                            | Indicado  | [ 39 ] [ 40 ] |
| 2010 | Chandra Wilson     | Miranda Bailey  | Melhor Atriz Coadjuvante – Série Dramática                                        | Indicado  | [ 39 ] [ 40 ] |
| 2010 | Sandra Oh          | Cristina Yang   | Melhor Atriz Coadjuvante – Série Dramática                                        | Indicado  | [ 39 ] [ 40 ] |
| 2010 | James Pickens, Jr. | Richard Webber  | Melhor Ator Coadjuvante – Série Dramática                                         | Indicado  | [ 39 ] [ 40 ] |
| 2010 | Shonda Rhimes      | Escritora       | Melhor roteiro de Série Dramática (por What a Difference a Day Makes)             | Venceu    | [ 39 ] [ 40 ] |
| 2010 | Zoanne Clack       | Escritora       | Melhor roteiro de Série Dramática (por Stand By Me)                               | Indicado  | [ 39 ] [ 40 ] |
| 2010 | Chandra Wilson     | Diretora        | Melhor Direção de Série Dramática (por "Give Peace a Chance")                     | Venceu    | [ 39 ] [ 40 ] |
| 2011 | Grey's Anatomy     | Grey's Anatomy  | Melhor Série Dramática                                                            | Venceu    | [ 41 ]        |
| 2011 | James Pickens, Jr. | Richard Webber  | Melhor Ator Coadjuvante - Série Dramática                                         | Indicado  | [ 41 ]        |
| 2011 | Chandra Wilson     | Miranda Bailey  | Melhor Atriz - Série Dramática                                                    | Indicado  | [ 41 ]        |
| 2011 | Sandra Oh          | Cristina Yang   | Melhor Atriz Coadjuvante - Série Dramática                                        | Indicado  | [ 41 ]        |
| 2011 | Sara Ramirez       | Callie Torres   | Melhor Atriz Coadjuvante - Série Dramática                                        | Indicado  | [ 41 ]        |
| 2012 | Grey's Anatomy     | Grey's Anatomy  | Melhor Série Dramática                                                            | Indicado  | [ 42 ]        |
| 2012 | Chandra Wilson     | Miranda Bailey  | Melhor Atriz - Série Dramática                                                    | Indicado  | [ 42 ]        |
| 2012 | Sandra Oh          | Cristina Yang   | Melhor Atriz - Série Dramática                                                    | Indicado  | [ 42 ]        |
| 2012 | James Pickens, Jr. | Richard Webber  | Melhor Ator Coadjuvante - Série Dramática                                         | Venceu    | [ 42 ]        |
| 2012 | Loretta Devine     | Adele Webber    | Melhor Atriz Coadjuvante - Série Dramática                                        | Indicado  | [ 42 ]        |
| 2012 | Zoanne Clack       | Escritora       | Melhor roteiro de Série Dramática (por "I Will Survive")                          | Indicado  | [ 42 ]        |
| 2013 | Grey's Anatomy     | Grey's Anatomy  | Melhor Série Dramática                                                            | Indicado  | [ 43 ]        |
| 2013 | Chandra Wilson     | Miranda Bailey  | Melhor Atriz - Série Dramática                                                    | Indicado  | [ 43 ]        |
| 2013 | Sandra Oh          | Cristina Yang   | Melhor Atriz - Série Dramática                                                    | Indicado  | [ 43 ]        |
| 2013 | Loretta Devine     | Adele Webber    | Melhor Atriz Coadjuvante - Série Dramática                                        | Venceu    | [ 43 ]        |
| 2013 | Shonda Rhimes      | Escritora       | Melhor roteiro de Série Dramática (por "Flight")                                  | Indicado  | [ 43 ]        |
| 2013 | Zoanne Clack       | Escritora       | Melhor roteiro de Série Dramática (por "This Magic Moment")                       | Indicado  | [ 43 ]        |
| 2014 | Grey's Anatomy     | Grey's Anatomy  | Melhor Série Dramática                                                            | Indicado  | [ 44 ]        |
| 2014 | James Pickens, Jr. | Richard Webber  | Melhor Ator - Série Dramática                                                     | Indicado  | [ 44 ]        |
| 2014 | Chandra Wilson     | Miranda Bailey  | Melhor Atriz - Série Dramática                                                    | Indicado  | [ 44 ]        |
| 2014 | Debbie Allen       | Catherine Avery | Melhor Atriz Coadjuvante - Série Dramática                                        | Indicado  | [ 44 ]        |
| 2015 | Grey's Anatomy     | Grey's Anatomy  | Melhor Série Dramática                                                            | Indicado  | [ 45 ]        |
| 2015 | Chandra Wilson     | Miranda Bailey  | Melhor atriz – Série Dramática                                                    | Indicado  | [ 45 ]        |

## People's Choice Awards
16 vitórias de 52 indicações
| Ano  | Indicado                       | Papel                          | Categoria                                            | Resultado | Ref.   |
| ---- | ------------------------------ | ------------------------------ | ---------------------------------------------------- | --------- | ------ |
| 2007 | Grey's Anatomy                 | Grey's Anatomy                 | Programa de TV Favorito: Drama                       | Venceu    | [ 46 ] |
| 2007 | Patrick Dempsey                | Derek Shepherd                 | Estrela de TV Favorito: Masculino                    | Venceu    | [ 46 ] |
| 2008 | Patrick Dempsey                | Derek Shepherd                 | Estrela de TV Favorito                               | Venceu    | [ 47 ] |
| 2008 | Katherine Heigl                | Izzie Stevens                  | Estrela de TV Favorita                               | Venceu    | [ 47 ] |
| 2008 | Chandra Wilson                 | Miranda Bailey                 | Favorite Scene Stealing Star                         | Venceu    | [ 47 ] |
| 2009 | Grey's Anatomy                 | Grey's Anatomy                 | Programa de TV Favorito: Drama                       | Indicado  | [ 48 ] |
| 2009 | Patrick Dempsey                | Derek Shepherd                 | Ator de TV Favorito: Drama                           | Indicado  | [ 48 ] |
| 2010 | Grey's Anatomy                 | Grey's Anatomy                 | Programa de TV Favorito: Drama                       | Indicado  | [ 49 ] |
| 2010 | Patrick Dempsey                | Derek Shepherd                 | Ator de TV Favorito: Drama                           | Indicado  | [ 49 ] |
| 2010 | Katherine Heigl                | Izzie Stevens                  | Atriz de TV Favorita: Drama                          | Indicado  | [ 49 ] |
| 2011 | Grey's Anatomy                 | Grey's Anatomy                 | Programa de TV Favorito: Drama                       | Indicado  | [ 50 ] |
| 2011 | Patrick Dempsey                | Derek Shepherd                 | Ator de TV Favorito: Drama                           | Indicado  | [ 50 ] |
| 2011 | Sandra Oh                      | Cristina Yang                  | Atriz de TV Favorita: Drama                          | Indicado  | [ 50 ] |
| 2011 | Patrick Dempsey                | Derek Shepherd                 | Médico de TV Favorito                                | Indicado  | [ 50 ] |
| 2011 | Sandra Oh                      | Cristina Yang                  | Médico de TV Favorito                                | Indicado  | [ 50 ] |
| 2011 | Ellen Pompeo                   | Meredith Grey                  | Médico de TV Favorito                                | Indicado  | [ 50 ] |
| 2011 | Demi Lovato                    | Hayley                         | Estrela de TV convidada favorita                     | Venceu    | [ 50 ] |
| 2012 | Grey's Anatomy                 | Grey's Anatomy                 | Programa de TV Dramático Favorito                    | Indicado  | [ 51 ] |
| 2012 | Patrick Dempsey                | Derek Shepherd                 | Ator de TV Favorito: Drama                           | Indicado  | [ 51 ] |
| 2012 | Ellen Pompeo                   | Meredith Grey                  | Atriz de TV Favorita: Drama                          | Indicado  | [ 51 ] |
| 2013 | Grey's Anatomy                 | Grey's Anatomy                 | Drama de TV em rede aberta favorito                  | Venceu    | [ 52 ] |
| 2013 | Ellen Pompeo                   | Meredith Grey                  | Atriz de TV Favorita: Drama                          | Venceu    | [ 52 ] |
| 2014 | Grey's Anatomy                 | Grey's Anatomy                 | Drama de TV em rede favorito                         | Indicado  | [ 53 ] |
| 2014 | Patrick Dempsey                | Derek Shepherd                 | Ator de TV Favorito: Drama                           | Indicado  | [ 53 ] |
| 2014 | Sandra Oh                      | Cristina Yang                  | Atriz de TV Favorita: Drama                          | Indicado  | [ 53 ] |
| 2014 | Ellen Pompeo & Sandra Oh       | Meredith Grey & Cristina Yang  | Amizade de TV Favorita TV                            | Indicado  | [ 53 ] |
| 2014 | Ellen Pompeo & Patrick Dempsey | Meredith Grey & Derek Shepherd | Química na tela favorita                             | Indicado  | [ 53 ] |
| 2015 | Grey's Anatomy                 | Grey's Anatomy                 | Drama de TV em rede aberta favorito                  | Venceu    | [ 54 ] |
| 2015 | Jesse Williams                 | Jackson Avery                  | Ator de TV Favorito: Drama                           | Indicado  | [ 54 ] |
| 2015 | Justin Chambers                | Alex Karev                     | Ator de TV Favorito: Drama                           | Indicado  | [ 54 ] |
| 2015 | Patrick Dempsey                | Derek Shepherd                 | Ator de TV Favorito: Drama                           | Venceu    | [ 54 ] |
| 2015 | Ellen Pompeo                   | Meredith Grey                  | Atriz de TV Favorita: Drama                          | Venceu    | [ 54 ] |
| 2015 | Sandra Oh                      | Cristina Yang                  | Personagem de TV favorito de que mais sentimos falta | Venceu    | [ 54 ] |
| 2016 | Grey's Anatomy                 | Grey's Anatomy                 | Programa de TV Favorito                              | Indicado  |        |
| 2016 | Grey's Anatomy                 | Grey's Anatomy                 | Drama de TV em rede aberta favorito                  | Venceu    |        |
| 2016 | Justin Chambers                | Alex Karev                     | Ator de TV Favorito: Drama                           | Indicado  |        |
| 2016 | Jesse Williams                 | Jackson Avery                  | Ator de TV Favorito: Drama                           | Indicado  |        |
| 2016 | Ellen Pompeo                   | Meredith Grey                  | Atriz de TV Favorita: Drama                          | Venceu    | [ 55 ] |
| 2016 | Sara Ramirez                   | Callie Torres                  | Atriz de TV Favorita: Drama                          | Indicado  |        |
| 2017 | Grey's Anatomy                 | Grey's Anatomy                 | Programa de TV Favorito                              | Indicado  |        |
| 2017 | Grey's Anatomy                 | Grey's Anatomy                 | Drama de TV em rede aberta favorito                  | Venceu    |        |
| 2017 | Justin Chambers                | Alex Karev                     | Ator de TV Favorito: Drama                           | Venceu    |        |
| 2017 | Jesse Williams                 | Jackson Avery                  | Ator de TV Favorito: Drama                           | Indicado  |        |
| 2017 | Ellen Pompeo                   | Meredith Grey                  | Atriz de TV favorita: Drama                          | Indicado  | [ 56 ] |
| 2018 | Grey's Anatomy                 | Grey's Anatomy                 | O programa dramático de 2018                         | Indicado  | [ 57 ] |
| 2018 | Grey's Anatomy                 | Grey's Anatomy                 | O programa dramático de 2018                         | Indicado  | [ 57 ] |
| 2018 | Justin Chambers                | Alex Karev                     | A estrela de TV masculina de 2018                    | Indicado  | [ 57 ] |
| 2018 | Jesse Williams                 | Jackson Avery                  | A estrela de TV masculina de 2018                    | Indicado  | [ 57 ] |
| 2018 | Ellen Pompeo                   | Meredith Grey                  | A estrela feminina da TV de 2018                     | Indicado  | [ 57 ] |
| 2018 | Ellen Pompeo                   | Meredith Grey                  | A estrela de TV de drama de 2018                     | Indicado  | [ 57 ] |
| 2019 | Grey's Anatomy                 | Grey's Anatomy                 | O programa de 2019                                   | Indicado  | [ 58 ] |
| 2019 | Grey's Anatomy                 | Grey's Anatomy                 | O programa dramático de 2019                         | Indicado  | [ 58 ] |
| 2020 | Grey's Anatomy                 | Grey's Anatomy                 | O programa de de 2020                                | Venceu    | [ 59 ] |
| 2020 | Grey's Anatomy                 | Grey's Anatomy                 | O programa dramático de 2020                         | Indicado  | [ 59 ] |
| 2020 | Jesse Williams                 | Jackson Avery                  | A estrela de TV masculina de 2020                    | Indicado  | [ 59 ] |
| 2020 | Ellen Pompeo                   | Meredith Grey                  | A estrela feminina da TV de 2020                     | Venceu    | [ 59 ] |
| 2020 | Ellen Pompeo                   | Meredith Grey                  | A estrela de TV de drama de 2020                     | Indicado  | [ 59 ] |

## PRISM Awards
0 vitórias de 3 indicações
| Ano  | Indicado         | Papel        | Categoria                                               | Resultado | Ref.   |
| ---- | ---------------- | ------------ | ------------------------------------------------------- | --------- | ------ |
| 2008 | Justin Chambers  | Alex Karev   | Desempenho em um episódio de série dramática            | Indicado  | [ 60 ] |
| 2009 | Elizabeth Reaser | Rebecca Pope | Desempenho em um enredo de múltiplos episódios de drama | Indicado  |        |
| 2009 | Justin Chambers  | Alex Karev   | Desempenho em um enredo de múltiplos episódios de drama | Indicado  |        |

## Producers Guild of America
1 vitória de 3 indicações
| Ano  | Indicado                                                                           | Papel      | Categoria                                                 | Resultado | Ref. |
| ---- | ---------------------------------------------------------------------------------- | ---------- | --------------------------------------------------------- | --------- | ---- |
| 2005 | Mark Gordon, Shonda Rhimes, James D. Parriott, Betsy Beers, Peter Horton, Rob Corn | Produtores | Prêmio de Produtor de Televisão do Ano em Drama Episódico | Indicado  |      |
| 2006 | Mark Gordon, Shonda Rhimes, James D. Parriott, Betsy Beers, Peter Horton, Rob Corn | Produtores | Prêmio de Produtor de Televisão do Ano em Drama Episódico | Venceu    |      |
| 2007 | Mark Gordon, Shonda Rhimes, James D. Parriott, Betsy Beers, Peter Horton, Rob Corn | Produtores | Prêmio de Produtor de Televisão do Ano em Drama Episódico | Indicado  |      |

## Satellite Awards
2 vitórias de 8 indicações
| Ano  | Indicado                         | Papel           | Categoria                                   | Resultado | Ref.   |
| ---- | -------------------------------- | --------------- | ------------------------------------------- | --------- | ------ |
| 2005 | Grey's Anatomy                   | Grey's Anatomy  | Melhor série dramática                      | Indicado  |        |
| 2005 | Sandra Oh                        | Cristina Yang   | Melhor atriz coadjuvante em série dramática | Indicado  |        |
| 2006 | Elenco principal (2.ª temporada) | Vários          | Melhor elenco - Série de televisão          | Venceu    |        |
| 2007 | Ellen Pompeo                     | Meredith Grey   | Melhor atriz em série dramática             | Venceu    | [ 61 ] |
| 2007 | T.R. Knight                      | George O'Malley | Melhor ator em série dramática              | Indicado  |        |
| 2007 | Chandra Wilson                   | Miranda Bailey  | Melhor atriz coadjuvante em série dramática | Indicado  |        |
| 2007 | Grey's Anatomy                   | Grey's Anatomy  | Melhor série dramática                      | Indicado  |        |
| 2008 | Chandra Wilson                   | Miranda Bailey  | Melhor atriz coadjuvante em série dramática | Indicado  |        |

## Screen Actors Guild Awards
3 vitórias de 6 indicações
| Ano  | Indicado                         | Papel          | Categoria                       | Resultado | Ref.   |
| ---- | -------------------------------- | -------------- | ------------------------------- | --------- | ------ |
| 2005 | Patrick Dempsey                  | Derek Shepherd | Melhor Ator - Série Dramática   | Indicado  | [ 62 ] |
| 2005 | Sandra Oh                        | Cristina Yang  | Melhor Atriz - Série Dramática  | Venceu    | [ 62 ] |
| 2005 | Elenco Principal (1.ª temporada) | Vários         | Melhor elenco - Série Dramática | Indicado  | [ 62 ] |
| 2006 | Chandra Wilson                   | Miranda Bailey | Melhor Atriz - Série Dramática  | Venceu    | [ 63 ] |
| 2006 | Elenco principal (2.ª temporada) | Vários         | Melhor elenco - Série Dramática | Venceu    | [ 63 ] |
| 2007 | Elenco principal (3.ª temporada) | Vários         | Melhor elenco - Série Dramática | Indicado  | [ 64 ] |

## TCA Awards
1 vitória de 2 indicações
| Ano  | Indicado       | Papel          | Categoria                   | Resultado | Ref. |
| ---- | -------------- | -------------- | --------------------------- | --------- | ---- |
| 2006 | Grey's Anatomy | Grey's Anatomy | Programa do ano             | Venceu    |      |
| 2006 | Grey's Anatomy | Grey's Anatomy | Realização notável em Drama | Indicado  |      |

## Teen Choice Awards
1 vitória de 19 indicações
| Ano  | Indicado                 | Papel                    | Categoria               | Resultado | Ref.   |
| ---- | ------------------------ | ------------------------ | ----------------------- | --------- | ------ |
| 2005 | Grey's Anatomy           | Grey's Anatomy           | Melhor série dramática  | Indicado  |        |
| 2005 | Justin Chambers          | Alex Karev               | TV: Estrela masculina   | Indicado  |        |
| 2005 | Ellen Pompeo             | Meredith Grey            | TV: Estrela feminina    | Indicado  |        |
| 2006 | Grey's Anatomy           | Grey's Anatomy           | Melhor série dramática  | Indicado  | [ 65 ] |
| 2006 | Patrick Dempsey          | Derek Shepherd           | Ator de TV: Ação/Drama  | Indicado  | [ 65 ] |
| 2006 | Katherine Heigl          | Izzie Stevens            | Atriz de TV: Ação/Drama | Indicado  | [ 65 ] |
| 2006 | Ellen Pompeo             | Meredith Grey            | TV: Atriz               | Indicado  |        |
| 2006 | Casais de Grey's Anatomy | Casais de Grey's Anatomy | TV: Química             | Indicado  |        |
| 2007 | Grey's Anatomy           | Grey's Anatomy           | Melhor série dramática  | Venceu    | [ 66 ] |
| 2007 | Katherine Heigl          | Izzie Stevens            | Atriz de TV: Drama      | Indicado  | [ 66 ] |
| 2008 | Grey's Anatomy           | Grey's Anatomy           | Melhor série dramática  | Indicado  | [ 67 ] |
| 2008 | Patrick Dempsey          | Derek Shepherd           | Ator de TV: Drama       | Indicado  | [ 67 ] |
| 2008 | Katherine Heigl          | Izzie Stevens            | Atriz de TV: Drama      | Indicado  | [ 67 ] |
| 2009 | Grey's Anatomy           | Grey's Anatomy           | Melhor série dramática  | Indicado  |        |
| 2010 | Grey's Anatomy           | Grey's Anatomy           | Melhor série dramática  | Indicado  |        |
| 2015 | Grey's Anatomy           | Grey's Anatomy           | Melhor série dramática  | Indicado  |        |
| 2016 | Grey's Anatomy           | Grey's Anatomy           | Melhor série dramática  | Indicado  |        |
| 2017 | Jesse Williams           | Jackson Avery            | Ator de TV: Drama       | Indicado  |        |
| 2018 | Jesse Williams           | Jackson Avery            | Ator de TV: Drama       | Indicado  |        |

## TV Land Awards
1 vitória de 1 indicação
| Ano  | Indicado       | Papel          | Categoria       | Resultado | Ref.   |
| ---- | -------------- | -------------- | --------------- | --------- | ------ |
| 2006 | Grey's Anatomy | Grey's Anatomy | Futuro Clássico | Venceu    | [ 68 ] |

## Writers Guild of America Awards
1 vitória de 3 indicações
| Ano  | Indicado       | Papel          | Categoria       | Resultado | Ref. |
| ---- | -------------- | -------------- | --------------- | --------- | ---- |
| 2006 | Grey's Anatomy | Grey's Anatomy | Nova série      | Venceu    |      |
| 2006 | Grey's Anatomy | Grey's Anatomy | Série dramática | Indicado  |      |
| 2007 | Grey's Anatomy | Grey's Anatomy | Série dramática | Indicado  |      |

## Ligações Externas
- Awards for Grey's Anatomy em Internet Movie Database